# Конъюнкционализация
Конъюнкционализация (от лат. conjunctio — «союз, связь») – это процесс перехода наречий и именных словоформ в разряд союзов. В результате конъюкционализации слова теряют дифференциальные признаки одной части речи, приобретая свойства другой. Конъюнкционализация является одним из видов общеязыкового процесса транспозиции, в основе которого лежит семантическое и функциональное тождество языковых единиц.

## В роли союзов употребляются
- Местоимения и местоименные наречия: что, где, кто, куда, откуда, который, потому что, невзирая на то что, благодаря тому что, вопреки тому что, так как, тогда как, по мере того как, с тех пор как, между тем как и др.
- Наречия: едва, только, пока, лишь, ровно, словно, точно, чуть и др.
- Деепричастие: хотя.

Они связывают придаточную часть с главным и являются членом придаточного предложения.

## См.также
- Адвербиализация
- Партикуляция
- Предикативация
- Субстантивация